# Ångslupen Tomten
Tomten är en varpångbåt, byggd 1862 vid Stora Varvet i Stockholm.
Tomten beställdes av Georg de Laval och Ore Elfs Timmerdrifningsbolag på W. Lindbergs Mekaniska Verkstad i Stockholm för att användas vid flottningen på Siljan. Tidigare hade flottningen bedrivits med rodda spelbåtar, och Tomten kom att inleda en helt ny epok i flottningens historia. Samtidigt var den den första propellerdrivna båten på Siljan. Då Laval 1865 sålde företaget ingick Tomten, som därefter kom att tillhöra Gråda bolag.
1868 fick Tomten sällskap av ångaren Siljan, och 1872 tillkom Dalarne. 1878 flyttades Tomten till Venjanssjön. Fartyget som ursprungligen var utrustat med en encylindrig ångmaskin om 8 hästkrafter fick 1903 en kompoundmaskin om 55 hästkrafter från Hernösands mekaniska verkstad.
Det äldre flottningsspelet bestod av en horisontell axel med spelkubbar som drevs av propelleraxeln med kuggdrev. 1888 ersattes den av ett system med horisontell linkorg med maskineriet placerat under däck. 1920 genomgick Tomten en omfattande ombyggnad på Övermovarvet och såldes 1966 till Runn för att fungera som fritidsbåt.

## Fartygsdata
- Byggår: 1862
- Varv: W. Lindbergs Mekaniska Verkstad i Stockholm, konstruktör Kai Agerskov
- Maskineri: tidigare encylindrig högtrycksångmaskin, 6 hkr, senare compundmaskin om 55 hkr
- Längd: 16 meter
- Bredd: 3,5 meter
- Djup från däck till bottenstock 2,06 meter